# Amerigo Vespucci
Amerigo Vespucci (Firenca, 9. ožujka 1454. − Sevilla, 22. veljače 1512.), talijanski moreplovac u španjolskoj i portugalskoj službi.
Ploveći pod španjolskom zastavom, stigao do obale Brazila i Hondurasa. Za razliku od Kolumba, bio je uvjeren da je otkrio Novi svijet 
koji se nalazi između Europe i Azije. Zahvaljujući kartografima koji su zanemarili Kolumba, novi kontinent dobio je po njemu ime − Amerika. 
Vespucci je istraživao i ušće Amazone (1499. − 1502.).